# Zé do Carmo
Zé do Carmo, właśc. José do Carmo Silva Filho (ur. 22 sierpnia 1961 w Recife) – piłkarz brazylijski, występujący podczas kariery na pozycji defensywnego pomocnika.

## Kariera klubowa
Karierę piłkarską Zé do Carmo rozpoczął w klubie Santa Cruz Recife w 1979. W lidze brazylijskiej zadebiutował 26 września 1979 w przegranym 1-2 meczu z SC Internacional. Z Santa Cruz trzykrotnie zdobył mistrzostwo stanu Pernambuco – Campeonato Pernambucano w 1983, 1986, 1988. W latach 1988–1991 występował w CR Vasco da Gama. Z Vasco da Gama zdobył mistrzostwo Brazylii 1989 oraz mistrzostwo stanu Rio de Janeiro – Campeonato Carioca w 1988. W Vasco da Gama 19 maja 1991 w zremisowanym 1-1 meczu z Clube Atlético Mineiro Zé do Carmo po raz ostatni wystąpił w lidze. Ogółem w latach 1979–1991 wystąpił w lidze w 154 meczach i strzelił 10 bramek.
W 1991 wyjechał do Portugalii do Académici Coimbra. W Académice występował przez 3 lata i rozegrał w niej 93 mecze i strzelił 6 bramek. Po powrocie do Brazylii w 1994 został zawodnikiem Santa Cruz Recife. Z Santa Cruz zdobył kolejne mistrzostwo stanu. W 1997 występował w CRB Maceió. Karierę piłkarską zakończył w 1998 w Ituano Itu.

## Kariera reprezentacyjna
W reprezentacją Brazylii Zé do Carmo zadebiutował 12 października 1988 w wygranym 2-0 towarzyskim meczu z reprezentacją Belgii, zastępując w 76 min. Neto. Ostatni raz w reprezentacji wystąpił 10 maja 1989 w wygranym 4-0 towarzyskim meczu z reprezentacją Peru, w którym w 9 min. zdobył pierwszą bramkę. Ogółem w latach 1988–1989 w reprezentacji wystąpił 3 razy i strzelił 1 bramkę.